# Theridion kraepelini
Theridion kraepelini là một loài nhện trong họ Theridiidae.
Loài này thuộc chi Theridion. Theridion kraepelini được Eugène Simon miêu tả năm 1905.